# 松姫 (久松俊勝の娘)
松姫（まつひめ、永禄8年（1565年） - 天正16年（1588年））は戦国時代の女性。智勝院とも 。徳川家康の異父妹。

## 概要
久松俊勝の娘で母は於大の方。天正6年（1578年）に松平康長に嫁ぎ、その間に一男一女（松平永兼・諷姫）をもうけた。墓所は全久院（豊橋市）。
松姫は戸田氏が松本城に入る前に死去したにもかかわらず、永兼の処遇を恨んで松本城の堀に身投げしたという噂が広がり、不幸は松姫の祟りといわれるようになったため、松本神社には松姫や永兼が祀られている。